# رياض المؤخر
رياض الموخر أو رياض المؤخّر هو وزير الشؤون المحلية والبيئة في حكومة يوسف الشاهد التونسية، ولد سنة 1963 وهو ابن محمد المؤخر أحد علماء ومشيخة الزيتونة، أصيل مدينة صفاقس متزوج وأب لطفلين.

## السيرة الذاتية
هو نائب بمجلس نواب الشعب وأحد من الأعضاء المؤسسين لحزب آفاق تونس، تحصل على شهادة البكالوريا في الرياضيات والعلوم بصفاقس سنة 1981، ثم تحصل على شهادة الدكتوراه في الطب سنة 1989.
نال شهادة الاختصاص في التبنيج والإنعاش بكلية الطب بتونس و باريس سنة 1994. ثم أصبح أستاذا مساعدا بكلية الطب بتونس في نفس السنة. وتحصل على جائزة البحث العلمي في العلوم الصحية سنة 1996.
و عمل رياض المؤخّر طبيبا مقيما بالمستشفى العسكري بتونس من 1990 إلى 1992 ثم شغل خطة طبيب مقيم ورئيس عيادة بعدة مستشفيات بتونس وباريس من 1991 إلى 1995.
وعمل بين 1994 و 1998 كأستاذ مساعد وطبيب مختص بالمستشفى العسكري بتونس قبل أن يلتحق بالعمل بالقطاع الخاص منذ 1998.
ترأس جمعية ايو چلوب ثم أصبح عضوا لجمعية ايونس چلوب وعضوا في الجنة الطبية التابعة للجامعة التونسية لكرة القدم.